# 加藤利征
加藤 利征（かとう としゆき、1972年3月16日 -）は、地方競馬の名古屋競馬場沖田明子厩舎（2022年3月29日 - ）所属の騎手である。

## 来歴
1995年3月31日付けで地方競馬騎手免許を取得し、岩田克己厩舎からデビュー。同年4月18日名古屋競馬第10競走アラブ系C2特別マスクレスピンで初騎乗（10頭立て10番人気8着）。
2005年地方通算100勝達成。
2008年2月末で同調教師が廃業したことに伴い、岩田幸一厩舎に所属変更。さらに伊藤定幸厩舎から新山廣道厩舎に所属変更したが、新山が2020年1月13日に逝去したことに伴い、翌1月14日付で栗田和昌厩舎に所属変更。その後2022年3月31日をもって栗田が引退したため、同年3月29日付で現在の沖田厩舎へ所属変更した。
2009年6月12日から10月11日までの予定で短期免許を取得し、韓国ソウル競馬場へ遠征することが発表された。同年7月4日ソウル競馬場第1競走で優勝し、4戦目で海外初勝利。
2019年8月2日、本馬場入場時に騎乗馬コスモレグノに暴力を振るったのではないかとインターネット上等で批判を受けたが、加藤は愛知県競馬組合の事情聴取に「騎乗馬の頭部に止まった虻を払い落そうとした」と答え暴行を否定した。
地方通算成績は5564戦158勝・2着248回・3着343回・勝率2.8%・連対率7.3%（2011年12月31日現在）